# Hafjell TT
Le Hafjell TT (Hafjell GP en 2018) est une course cycliste sur route masculine, disputée sous la forme d'un contre-la-montre en Norvège. Il fait partie du calendrier de l'UCI Europe Tour en catégorie 1.2.
La course fait partie de l'Uno-X Development Weekend qui a lieu fin août et début septembre dans les provinces du Hedmark et d'Oppland en Norvège. Il comprend trois courses : le Hafjell GP, le Lillehammer GP et Gylne Gutuer.

## Palmarès
| Année | Vainqueur          | Deuxième              | Troisième               |                  |
| ----- | ------------------ | --------------------- | ----------------------- | ---------------- |
| 2018  | Martin Toft Madsen | Mikkel Bjerg          | Johan Price-Pejtersen   |                  |
| 2019  | Mikkel Bjerg       | Johan Price-Pejtersen | Rasmus Christian Quaade |                  |
| 2020  | Andreas Leknessund | Stein-Erik Eriksen    | Tore Andre Aase Vabø    |                  |
| 2021  | annulé/abandonné   | annulé/abandonné      | annulé/abandonné        | annulé/abandonné |

## Victoires par pays
| Pays     | Victoires |
| Danemark | 2         |
| Norvège  | 1         |